# Канделаки, Бека
Бека Канделаки (груз. ბექა კანდელაკი, азерб. Beka Kandelaki; род. 17 мая 1995) — азербайджанский борец греко-римского стиля грузинского происхождения. Обладатель бронзовой медали чемпионата Европы по борьбе 2024 года.

## Биография
Родился 17 мая 1995 года.
Выступает в весовой категории 130 кг.
На индивидуальном кубке мира по борьбе 2020 года (Белград, Сербия) завоевал третье место.
На чемпионате Европы по борьбе 2024 года завоевал бронзовую медаль.
В апреле 2024 года на Европейском квалификационном турнире в Баку ему единственному из азербайджанских борцов греко-римского стиля удалось дойти до полуфинала в весовой категории до 130 кг, где он уступил россиянину Сергею Сёменову, выступавшему в статусе нейтрального атлета.